# Gaston Roelants
Gaston Roelants (* 5. Februar 1937 in Opvelp, Belgien, seit 2002 Gaston baron Roelants) ist ein ehemaliger belgischer Leichtathlet. In seiner Spezialdisziplin, dem 3000-Meter-Hindernislauf, wurde er 1962 Europameister und 1964 Olympiasieger, außerdem stellte er zwei Weltrekorde auf. Von August 1961 bis zu den Europameisterschaften 1966 verlor er fünf Jahre lang kein Finale im Hindernislauf. Roelants verbesserte zweimal den Weltrekord im Stundenlauf, als vierfacher Sieger im Cross der Nationen war er der erfolgreichste Crossläufer seiner Generation.

## Karriere
Roelants hatte bei einer Körpergröße von 1,74 Meter ein Wettkampfgewicht von 67 Kilogramm. Er startete seit dem Beginn seiner Karriere für den Daring Club Leuven Atletiek in Löwen. Ab 1960 trainierte er bei Edmond Vanden Eynde, zu der Trainingsgruppe gehörte seit Beginn der 1960er Jahre André De Hertoghe, später trainierten auch Emiel Puttemans, Willy Polleunis und Erik De Beck in der Gruppe bei Edmond Vanden Eynde. Das Training zeichnete sich durch große Umfänge und reine Fahrtspiel und Tempoläufe in Form von Rennen aus, wodurch Roelants in der Lage war, vierzig Rennen in großer Intensität im Jahr zu bestreiten.
Roelants war, wie seine Stundenweltrekorde belegen, ein Läufer, der ein einmal angeschlagenes hohes Tempo sehr lange durchhalten konnte, hingegen verfügte er nie über große Spurtkraft. Dadurch war er gezwungen, seine Rennen von der Spitze zu laufen. Meist hatte er eine Runde vor Schluss seinen größten Vorsprung, der dann bis ins Ziel durch die um die Plätze spurtenden Verfolger in der Regel nur noch verkürzt werden konnte. Für das Publikum war dieser Laufstil sehr attraktiv, da Roelants immer zu sehen war und sich nie im Feld versteckte. Roelants selber sagte: „Ich liebe es, vorneweg zu laufen. Das ist ein Risiko, gewiß, aber ich habe Selbstvertrauen, die Durststrecke durchzustehen.“
Roelants trat in einer Zeit an, in der die Sportler in den olympischen Sportarten dem Amateurstatus folgen mussten. Offiziell durften sie weder Antrittsgelder noch Siegprämien kassieren. Roelants war durch seinen Laufstil ein Publikumsliebling und Kassenmagnet, über den ständig Gerüchte im Umlauf waren, dass er sich seine sportlichen Leistungen vergüten ließe. Andererseits soll Roelants nach seiner Niederlage gegen Roy Fowler im Cross der Nationen 1963 dem Engländer eine gut dotierte Revanche angeboten haben. Roelants konnte aber nie ein Verstoß gegen die Amateurbedingungen nachgewiesen werden.

### Bis zum Olympiasieg 1964
Roelants begann als Jugendlicher im Crosslauf. 1955 lief er erstmals die 3000-Meter-Hindernisstrecke unter zehn Minuten und steigerte sich in den nächsten Jahren. Nachdem er 1956 keinen Hindernislauf absolviert hatte, verbesserte er in den Jahren 1957, 1958 und 1959 seine Bestzeit im Hindernislauf jedes Jahr um etwa zwanzig Sekunden. 1957 erlief er seinen ersten belgischen Titel, als er bei den Juniorenmeisterschaften im Crosslauf siegte. 1959 gewann er sowohl im Crosslauf als auch auf der Hindernisstrecke seine ersten belgischen Meistertitel in der Erwachsenenklasse. Mit 8:56,6 min platzierte er sich 1959 erstmals in der Weltbestenliste, am Jahresende belegte er den 42. Rang. 1960 gelang ihm dann der internationale Durchbruch. Beim Cross der Nationen im schottischen Hamilton erreichte er den zweiten Platz hinter dem Marokkaner Rhadi Ben Abdesselam, auch in der Mannschaftswertung belegten die Belgier den zweiten Platz hinter der englischen Mannschaft.
Kurz vor den Olympischen Spielen 1960 in Rom hatte der Pole Zdzisław Krzyszkowiak den Weltrekord im Hindernislauf auf 8:31,4 min gesenkt, hinter ihm hatte Nikolai Sokolow den sowjetischen Landesrekord auf 8:32,4 min verbessert. Bei den Olympischen Spielen gewannen Sokolow und Krzyszkowiak die ersten beiden Vorläufe, im dritten Vorlauf siegte der sowjetische Exweltrekordler Semjon Rschischtschin vor dem US-Amerikaner Deacon Jones. Die eigentliche Überraschung des dritten Vorlaufs war aber, dass der deutsche Rekordhalter Hermann Buhl im Kampf um den Finaleinzug an dem international noch weitgehend unbekannten Gaston Roelants scheiterte, denn nur die drei Ersten jedes Vorlaufs erreichten das Finale. Im Endlauf sorgten die sowjetischen Läufer für die Tempoarbeit und liefen den ersten Kilometer in 2:45 Minuten, diesem folgte ein zweiter Kilometer von etwa drei Minuten und bei diesem Tempo war das Feld geteilt. Roelants lief auch den dritten Kilometer im gleichen Tempo und belegte hinter Krzyszkowiak, Sokolow und Rschischtschin in 8:47,6 min den vierten Platz. Am Ende der Saison stand die Bestzeit von Roelants bei 8:45,8 min, damit belegte er in der Weltjahresbestenliste Platz 19.
Beim Berliner ISTAF am 5. August 1961 unterlag Roelants gegen Deacon Jones, dies sollte seine letzte Niederlage für einige Jahre bleiben. In der Weltjahresbestenliste 1961 stand Roelants, der seine Bestzeit um weitere sieben Sekunden verbessert hatte, mit 8:38,2 min auf dem siebten Platz. Krzyszkowiak führte die Liste mit seinem neuen Weltrekord von 8:30,4 min an. Das Jahr 1962 begann für Roelants mit einem Sieg beim Cross der Nationen in Sheffield, in der Mannschaftswertung belegten die Belgier den dritten Platz hinter den Engländern und den Spaniern. Bei den Europameisterschaften 1962 in Belgrad erreichten die ersten vier Hindernisläufer aus jedem Vorlauf das Finale. Im ersten Vorlauf siegte Hermann Buhl, als Fünfter dieses Laufs schied der angeschlagene Weltrekordler Krzyszkowiak aus; im zweiten Vorlauf siegte Roelants vor Sokolow. Im Finale ging Gaston Roelants von Beginn an in Führung; als nach tausend Metern Buhl und der Rumäne Zoltan Vamoș aufschlossen, erhöhte er sein Tempo und hatte schon kurz darauf wieder einen deutlichen Vorsprung. Zwei Runden vor Schluss schloss Vamoș noch einmal zu Roelants auf; erst am letzten Wassergraben löste sich Roelants endgültig und lief in neuem Landesrekord von 8:32,6 min ins Ziel. Auf den letzten 150 Metern hatte er auf Vamoș fünf Sekunden Vorsprung herausgelaufen. Vamoș erhielt mit neuem rumänischen Landesrekord die Silbermedaille vor Sokolow und Buhl. Roelants führte mit seiner Siegerzeit von Belgrad Ende 1962 auch die Weltjahresbestenliste an.
1963 belegte Roelants beim Cross der Nationen in San Sebastián den zweiten Platz hinter dem Engländer Roy Fowler, gewann aber mit der belgischen Mannschaft die Teamwertung. Höhepunkt der Saison 1963 war für Roelants der 7. September. Bei einem internationalen Sportfest in seiner Heimatstadt Löwen gelang ihm als erstem Hindernisläufer eine Zeit von unter 8:30 Minuten: In 8:29,6 min verbesserte er Krzyszkowiaks Weltrekord und hatte im Ziel über zehn Sekunden Vorsprung auf die beiden sowjetischen Läufer Nikolai Sokolow und Adolfas Aleksejūnas. Am Jahresende stand Roelants in der Weltjahresbestenliste nicht nur auf dem ersten Platz im Hindernislauf, sondern rangierte mit 13:45,6 min auch im 5000-Meter-Lauf hinter dem Neuseeländer Murray Halberg auf dem zweiten Platz.
Seit dem ISTAF 1961 hatte Roelants 25 Hindernis-Rennen (ohne Vorläufe) gewonnen, als er bei den Olympischen Spielen 1964 in Tokio antrat. Für das Finale qualifizierten sich die ersten drei Läufer aus drei Vorläufen sowie der zeitschnellste Vierte. Den ersten Vorlauf gewann der Portugiese Manuel de Oliveira in 8:40,8 min vor Iwan Bjeljajew aus der Sowjetunion. Im zweiten Vorlauf stellte der Brite Maurice Herriott mit 8:33,0 min einen neuen olympischen Rekord auf, den bereits im dritten Vorlauf Adolfas Aleksejūnas auf 8:31,8 min verbesserte. Hinter Aleksejūnas lief Roelants als Zweiter ins Ziel. Nachdem Roelants als Weltrekordler die schnellste Bestzeit aufzuweisen hatte, aber nicht die beste Zeit für den dritten Kilometer, lief er im Finale vom Start weg vor dem Feld. Bis zur 1000-Meter-Zwischenzeit folgten Aleksejūnas, Oliveira und der Franzose Guy Texereau, dann löste sich Roelants auch von diesen Verfolgern. Mit über 50 Metern Vorsprung lief Roelants in die Schlussrunde, während die anderen um die Plätze spurteten. Im Ziel hatte Roelants mit 8:30,8 min noch anderthalb Sekunden Vorsprung auf Herriott, der vor Beljajew und Oliveira ins Ziel lief. Mit seiner Siegerzeit von Tokio führte Roelants auch die Weltjahresbestenliste 1964 an. Am letzten Tag des Jahres gewann er dann erstmals die Corrida Internacional de São Silvestre in São Paulo. Nach Emil Zátopek war er der zweite Olympiasieger, der in São Paulo gewann.

### 1965 bis 1968
Seinen zweiten Weltrekord auf der Hindernisstrecke lief Gaston Roelants am 7. August 1965. Bei den belgischen Meisterschaften in Brüssel siegte er in 8:26,4 min, damit blieb er drei Sekunden unter seinem fast zwei Jahre alten Weltrekord und hatte im Ziel fast eine Minute Vorsprung auf den Zweitplatzierten Julien Laureyns. Außer dem ersten Platz über die Hindernisse belegte Roelants im 10.000-Meter-Lauf in 28:10,6 min den zweiten Platz in der Weltjahresbestenliste, lediglich Ron Clarke lag vor ihm. Am Jahresende konnte Roelants seinen Sieg in São Paulo wiederholen.
Vor den Europameisterschaften 1966, die vom 30. August bis zum 4. September in Budapest stattfand, war Roelants über die Hindernisse seit fünf Jahren bei Sportfesten und in Meisterschaftsentläufen ungeschlagen. Er startete zuerst im 10.000-Meter-Lauf und belegte den achten Platz. Im Hindernislauf qualifizierten sich die ersten vier jedes Vorlaufes für das Finale. Roelants gewann den ersten Vorlauf in 8:33,8 min, der Fünfte dieses Vorlaufes Jouko Kuha lief neuen finnischen Landesrekord und war erheblich schneller als die Sieger der beiden anderen Vorläufe, qualifizierte sich aber nicht für das Finale. Im Endlauf lief Roelants nicht wie üblich vorne weg, sondern überließ anderen die Führungsarbeit auf dem ersten Kilometer. Auf dem zweiten Kilometer behielt er sein Tempo bei, während die anderen Läufer nach und nach zurückfielen, Eingangs der letzten Runde hatte Roelants noch einen großen Vorsprung, doch am letzten Hindernis überholte ihn Viktor Kudinski und mit Anatoli Kurjan konnte auch ein zweiter Läufer aus der Sowjetunion noch an ihm vorbeiziehen. In 8:28,8 min lief Roelants auf den dritten Platz in einem Rennen, in dem von den sieben Erstplatzierten fünf ihren Landesrekord unterbieten konnten, lediglich Kurjan und Roelants gelang kein Landesrekord. In der Weltjahresbestenliste 1966 lag Roelants im Hindernislauf mit 8:27,2 min vom Sportfest in Stockholm auf dem zweiten Platz hinter Kudinski, über 10.000 Meter lag er auf dem dritten Platz. Am 28. Oktober 1966 stellte Roelants allerdings in Löwen zwei weitere Weltrekorde auf: Im Alleingang verbesserte er den ein Jahr alten Rekord von Ron Clarke über 20.000 Meter auf 58:06,2 min und den im Stundenlauf auf 20.664 Meter, über 20.000 Meter blieb er fast achtzig Sekunden unter der Clarkes Zeit, im Stundenlauf betrug die Steigerung 432 Meter.
Im März 1967 gewann Roelants in Barry (Wales) den Cross der Nationen, die belgische Mannschaft belegte den sechsten Platz. Bei den vorolympischen Wettkämpfen in Mexiko-Stadt siegte Roelants über die Hindernisse, sechs Tage danach gewann er in 2:19:37 h den vorolympischen Marathonlauf. Über die Hindernisse lief Roelants 1967 8:28,6 min und über 10.000 Meter 28:26,6 min. Mit diesen Leistungen führte er auf beiden Strecken die Weltjahresbestenliste 1967 an. Ende des Jahres überquerte er in São Paulo zum dritten Mal als Erster die Ziellinie.
Am 17. Juli 1968 unterbot Jouho Kuha in Stockholm mit 8:24,2 min den Weltrekord über die Hindernisse, vier Tage später lief Roelants in Brescia mit 8:29,2 min seine schnellste Zeit des Jahres. Bei den Olympischen Spielen 1968 in Mexiko-Stadt war Kuha allerdings nach einem Infekt nicht am Start. Von den in Mexiko antretenden Hindernisläufern war Viktor Kudinski 1968 die schnellste Zeit gelungen. In den Vorläufen, aus denen die ersten vier Läufer ins Finale kamen, liefen nur die beiden Kenianer Benjamin Kogo und Amos Biwott unter neun Minuten, Roelants qualifizierte sich als Dritter des dritten Vorlaufs hinter Biwott und dem Bulgaren Michail Schelew. Im Finale übernahm Roelants etwa zur Hälfte des Rennens die Führung und versuchte die anderen Läufer mit einer Tempoverschärfung abzuhängen, was ihm aber nicht gelang. Während Biwott das Rennen vor Kogo gewann, belegte Roelants den siebten Platz in 8:59,4 min. Vier Tage nach dem Finale im Hindernislauf trat er auch zum olympischen Marathonlauf an. Bis Kilometer 20 gehörte er zur Führungsgruppe und lief in dieser Gruppe vorn, bei Kilometer 25 hatte er allerdings gegenüber den nun führenden Naftali Temu und Mamo Wolde bereits eine Minute Rückstand. Wolde gewann den Lauf in 2:20:26 h, mit über acht Minuten Rückstand belegte Roelants den elften Platz. An Silvester 1968 gewann er noch einmal in São Paulo.

### 1969 bis zum Karriereende
Nach seinem dritten olympischen Hindernisfinale trat Roelants für vier Jahre nicht mehr in dieser Disziplin an, erst Mitte der 1970er Jahre kehrte er einige Male zu seiner Spezialstrecke zurück. Bis dahin setzte er seine Karriere vor allem als Crossläufer und als Straßenläufer fort. Im schottischen Clydebank gewann er 1969 erneut den Cross der Nationen und belegte mit der Mannschaft den dritten Platz. Bei den Europameisterschaften 1969 in Athen trat Roelants am 16. September zum 10.000-Meter-Lauf an. Nach 9000 Metern versuchte er sich zu lösen, aber der Titelverteidiger Jürgen Haase konnte mitgehen und einige weitere Läufer schlossen vor der Schlussrunde wieder auf. Am Ende siegte Haase vor dem Briten Mike Tagg, mit vier Sekunden Rückstand auf den Bronzerang belegte Roelants den fünften Platz. Fünf Tage später fand der Marathonlauf statt. In der Hitze von Athen übernahm Roelants ab Kilometer 10 die alleinige Führung, bei Kilometer 35 hatte er 55 Sekunden Vorsprung auf den Briten Ron Hill, der aber danach den Rückstand stetig verkürzen konnte. 900 Meter vor dem Ziel lief Hill an Roelants vorbei und hatte im Ziel bereits über eine halbe Minute Vorsprung, in 2:17:22,2 h gewann Roelants die Silbermedaille.
Beim Cross der Nationen 1970 in Vichy lief Roelants zwei Sekunden hinter Mike Tagg über die Ziellinie und gewann Silber, die belgische Mannschaft erreichte den dritten Platz hinter England und Frankreich. 1971 bei den Europameisterschaften in Helsinki gab Roelants beim 10.000-Meter-Lauf auf, fünf Tage später trat er zum Marathonlauf an. Nach zwanzig Kilometern bildete sich eine Spitzengruppe aus dem Briten Trevor Wright, sowie den beiden Belgiern Gaston Roelants und Karel Lismont. Der erst 22 Jahre alte Lismont prägte dann den Rennverlauf auf der zweiten Streckenhälfte und gewann vor Wright und Ron Hill, während Roelants zurückfiel und in 2:17:48,8 h den fünften Platz belegte.
1972 gewann Roelants in Cambridge zum vierten Mal den Cross der Nationen und belegte mit dem belgischen Team den dritten Platz in der Mannschaftswertung. Während der Bahnsaison verbesserte er bei den belgischen Meisterschaften seine persönliche Bestzeit im 10.000-Meter-Lauf auf 28:03,8 min. 1972 nahm er zum vierten Mal an Olympischen Spielen teil, kam aber beim Marathonlauf nicht ins Ziel. Zehn Tage nach dem olympischen Marathonlauf trat Roelants in Brüssel zu einem Weltrekordversuch im Stundenlauf an. Im Gegensatz zu seinem Weltrekordlauf von 1966 war es kein Alleingang, da vor allem sein Trainingskollege Willy Polleunis lange mithalten konnte. Kurz vor der Zwischenzeit über 10 Meilen (=16.093 Meter) spurtete Polleunis los und stellte mit 46:04,2 min einen neuen Weltrekord auf, Roelants überlief diese Zwischenzeit in 46:06,4 min. Danach konnte sich Roelants allmählich von Polleunis absetzen. Mit 57:44,4 min verbesserte er seinen 20.000-Meter-Weltrekord um über 20 Sekunden; der neue Stundenweltrekord von 20.784 Metern bedeutete eine Steigerung von 120 Metern. Die beiden Rekorde von Roelants hatten bis 1975 Bestand, dann unterbot sie der Niederländer Jos Hermens.
Der Cross der Nationen wäre 1973 siebzig Jahre alt geworden und hätte zum 60. Mal stattgefunden. Aus diesem Anlass wertete der Weltleichtathletikverband IAAF den Crosslauf im belgischen Waregem auf und ersetzte den Cross der Nationen durch die Crosslauf-Weltmeisterschaften. Im Einzelwettbewerb der Männer siegte der Finne Pekka Päivärinta, Roelants erreichte den achten Platz. In der Mannschaftswertung siegten die Belgier mit Willy Polleunis, Gaston Roelants, Erik De Beck, Erik Gyselinck, Karel Lismont und Marc Smet. Ein Jahr später bei der zweiten Crosslauf-Weltmeisterschaften in Monza waren die Belgier noch erfolgreicher, Erik De Beck gewann den Einzeltitel und die Mannschaft verteidigte ihren Titel, wobei Frank Grillaert statt Willy Polleunis in die Wertung kam, Gaston Roelants war 14. in der Einzelwertung. Bei den Europameisterschaften 1974 in Rom trat Gaston Roelants noch einmal im Marathonlauf an. Der Brite Ian Thompson übernahm frühzeitig die Spitze und hatte im Ziel anderthalb Minuten Vorsprung auf Eckhard Lesse aus der DDR, weitere anderthalb Minuten dahinter gewann Gaston Roelants in 2:16:29,6 h bei seinen fünften Europameisterschaften seine vierte Medaille.
1975 gewann Roelants mit der belgischen Mannschaft Bronze bei den Crosslauf-Weltmeisterschaften, 1976 die Silbermedaille. Der angestrebte fünfte Olympiastart blieb ihm aber 1976 versagt. 1977 feierte Roelants seinen 40. Geburtstag und war damit auch offiziell ein Senior unter den Leichtathleten. Bei den Seniorenweltmeisterschaften in Göteborg kehrte er auf seine Stammstrecke zurück, mit neuem Seniorenweltrekord von 8:41,5 min gewann er den Weltmeistertitel im 3000-Meter-Hindernislauf. Danach beendete er seine sportliche Karriere.

### Nach der Leichtathletik-Karriere

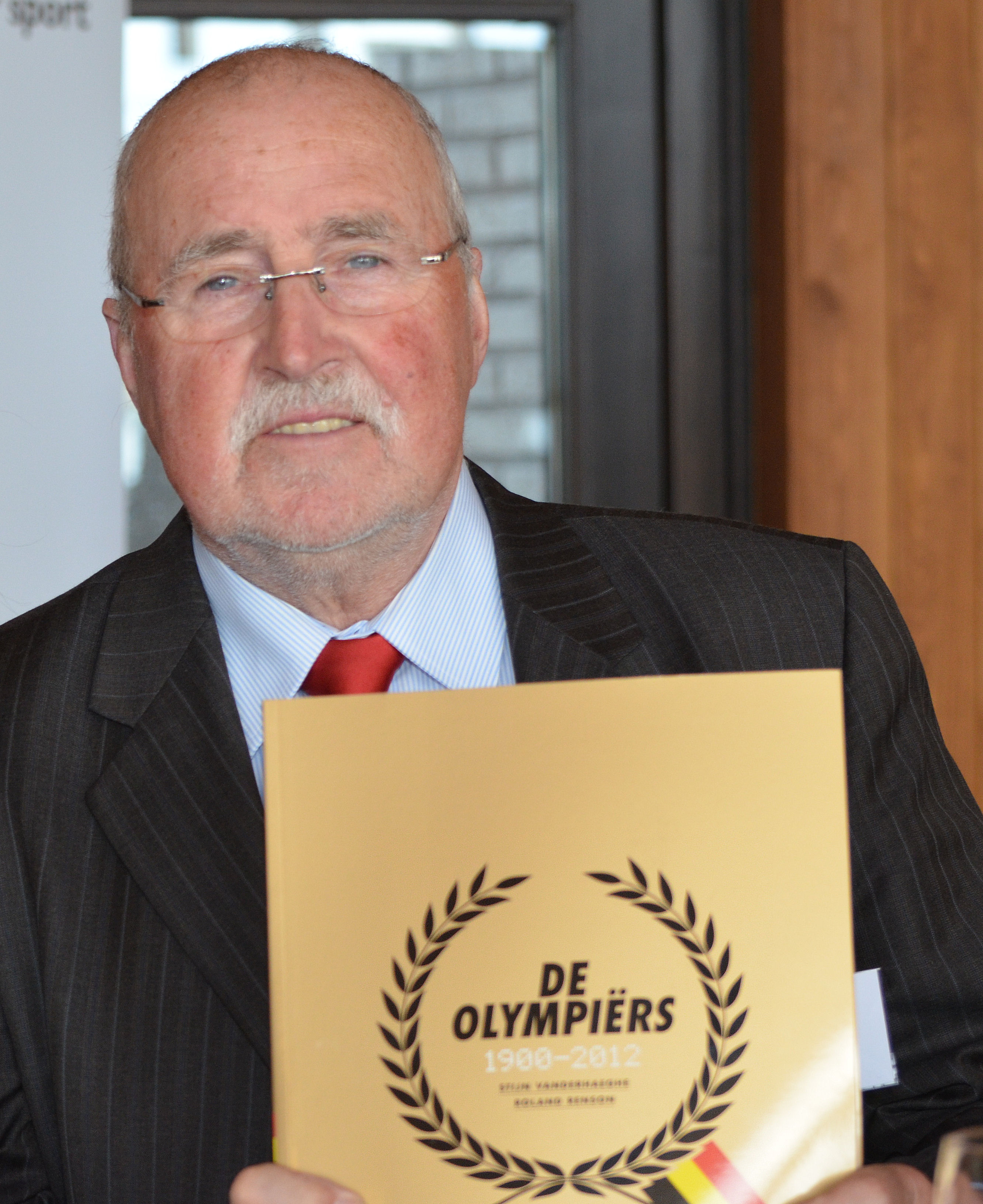
Gaston Roelants 2012

Roelants war gelernter Liftmonteur, wechselte dann aber zur belgischen Kriminalpolizei. Später war er als Vertreter für eine Weinfirma tätig, danach repräsentierte er den Sportartikelhersteller Puma. 2002 erhob König Albert II Gaston Roelants in den Adelsstand. 2004 wurde das Boudewijn-Stadion im Löwener Stadtteil Kessel-Lo in Atletiek Arena Gaston Roelants umbenannt. Roelants war in den 1990er Jahren fünf Jahre lang Vorsitzender seines Vereins, mittlerweile ist er Ehrenvorsitzender. Gaston Roelants ist verheiratet, hat eine Tochter und ist seit 2005 Großvater.

## Einordnung
Belgien brachte bis einschließlich 2008 drei Olympiasieger in der Leichtathletik hervor: 1948 Gaston Reiff, 1964 Gaston Roelants und 2008 Tia Hellebaut. Bei Europameisterschaften siegten bis einschließlich 2006 vier Belgier: 1962 Gaston Roelants, 1971 Karel Lismont sowie 2006 Kim Gevaert und Tia Hellebaut. Von diesen Sportlern konnte lediglich Roelants auch Weltrekorde aufstellen, weshalb er als erfolgreichster Leichtathlet Belgiens gelten kann.
Roelants belegte 2005 bei einer flämischen Fernsehumfrage nach den größten Belgiern den 87. Platz, er war der einzige Leichtathlet unter den ersten 111 Belgiern. Bei der französischen Sprachversion war kein Leichtathlet unter den vorderen 100.
Roelants war auf der 3000-Meter-Hindernisstrecke von 1961 bis 1966 in 45 Finalläufen ungeschlagen, seine Siegesserie riss im Finale der Europameisterschaften. Die Weltjahresbestenliste führte er von 1962 bis 1965 sowie 1967 an.
1999 bat die Fachzeitschrift Leichtathletik die fünf Experten Rolf von der Laage, Ekkehard zur Megede, Karl Adolf Scherer, Klaus Sigl und Otto Verhoeven um eine Liste der Leichtathleten des Jahrhunderts je Disziplin. Im Hindernislauf entschieden sich die Experten für Moses Kiptanui. Hinter Volmari Iso-Hollo belegte Gaston Roelants zusammen mit Anders Gärderud den dritten Platz.
Als Crossläufer war Roelants nach Jack Holden und Alain Mimoun der dritte Läufer, der den Cross der Nationen viermal gewinnen konnte. Erst 1992 gelang es John Ngugi, einen fünften Einzelweltmeistertitel zu erringen. Die Mannschaftswertung im Cross der Nationen gewann Roelants 1963; 1973 und 1974 gehörte er den ersten beiden Mannschaften an, die den Weltmeistertitel erliefen.
Bei der Corrida Internacional de São Silvestre in São Paulo war Roelants der erste Läufer, der diesen Straßenlauf viermal siegreich beendete. Erst 2000 übertraf der Kenianer Paul Tergat mit seinem fünften Sieg diesen letzten bestehenden Rekord von Gaston Roelants.

## Belgische Meistertitel
Roelants gewann in der Altersklasse der Erwachsenen insgesamt 26 belgische Meistertitel in fünf verschiedenen Disziplinen, von 1959 bis 1967 siegte er neunmal in Folge auf der Hindernisstrecke, mit elf Titeln war er im Cross allerdings noch erfolgreicher.
- 1500-Meter-Lauf: 1963
- 5000-Meter-Lauf: 1969
- 10.000-Meter-Lauf: 1965, 1966, 1969, 1972
- 3000-Meter-Hindernislauf: 1959, 1960, 1961, 1962, 1963, 1964, 1965, 1966, 1967
- Crosslauf: 1959, 1961, 1962, 1963, 1964, 1966, 1967, 1968, 1969, 1970, 1972

Außerdem gewann Roelants drei belgische Meistertitel als Junior und zwei als Senior. Zusätzlich war er von 1963 bis 1966 viermal belgischer Meister mit der 4-mal-1500-Meter-Staffel.

## Bestzeiten
- 3000-Meter-Hindernislauf: 8:26,4 min 1965 in Brüssel
- 3000-Meter-Lauf: 7:48,6 min 1965
- 5000-Meter-Lauf: 13:34,6 min 1969
- 10.000-Meter-Lauf: 28:03,8 min 1972 in Brüssel
- 20.000-Meter-Lauf: 57,44,4 min 1972 in Brüssel
- Stundenlauf: 20.784 m 1972 in Brüssel
- Marathonlauf: 2:16:29,6 h 1974 in Rom